# Sudslavice
Sudslavice jsou malá vesnice, část města Vimperk v okrese Prachatice v Jihočeském kraji. Nachází se v údolí říčky Volyňky asi 4,5 kilometru severně od Vimperka. Prochází zde silnice I/4. Sudslavice leží v katastrálním území Výškovice u Vimperka o výměře 6,22 km².

## Historie
První písemná zmínka o vesnici pochází z roku 1359.

## Obyvatelstvo
| Rok            | 1869 | 1880 | 1890 | 1900 | 1910 | 1921 | 1930 | 1950 | 1961 | 1970 | 1980 | 1991 | 2001 | 2011 | 2021 |
| -------------- | ---- | ---- | ---- | ---- | ---- | ---- | ---- | ---- | ---- | ---- | ---- | ---- | ---- | ---- | ---- |
| Počet obyvatel | 124  | 142  | 172  | 180  | 141  | 151  | 165  | 98   | 105  | 93   | 81   | 45   | 41   | 55   | 35   |
| Počet domů     | 14   | 15   | 16   | 18   | 17   | 18   | 25   | 25   | 25   | 22   | 22   | 18   | 24   | 25   | 23   |

## Obecní správa
Při sčítání lidu v letech 1850–1879 Sudslavice byly osadou obce Hrabice v okrese Prachatice. V letech 1880–1963 byly osadou obce Výškovice, se kterým patřily nejprve do okresu Prachatice, ale v roce 1950 v okrese Vimperk. Od roku 1964 jsou částí města Vimperk v okrese Prachatice.

## Pamětihodnosti
Na východním okraji obce leží přírodní rezervace Opolenec, kde se nachází i Sudslavická jeskyně. Na okraji obce se nachází taktéž nejmohutnější strom v jižních Čechách tzv. Sudslavická lípa.

## Fotogalerie

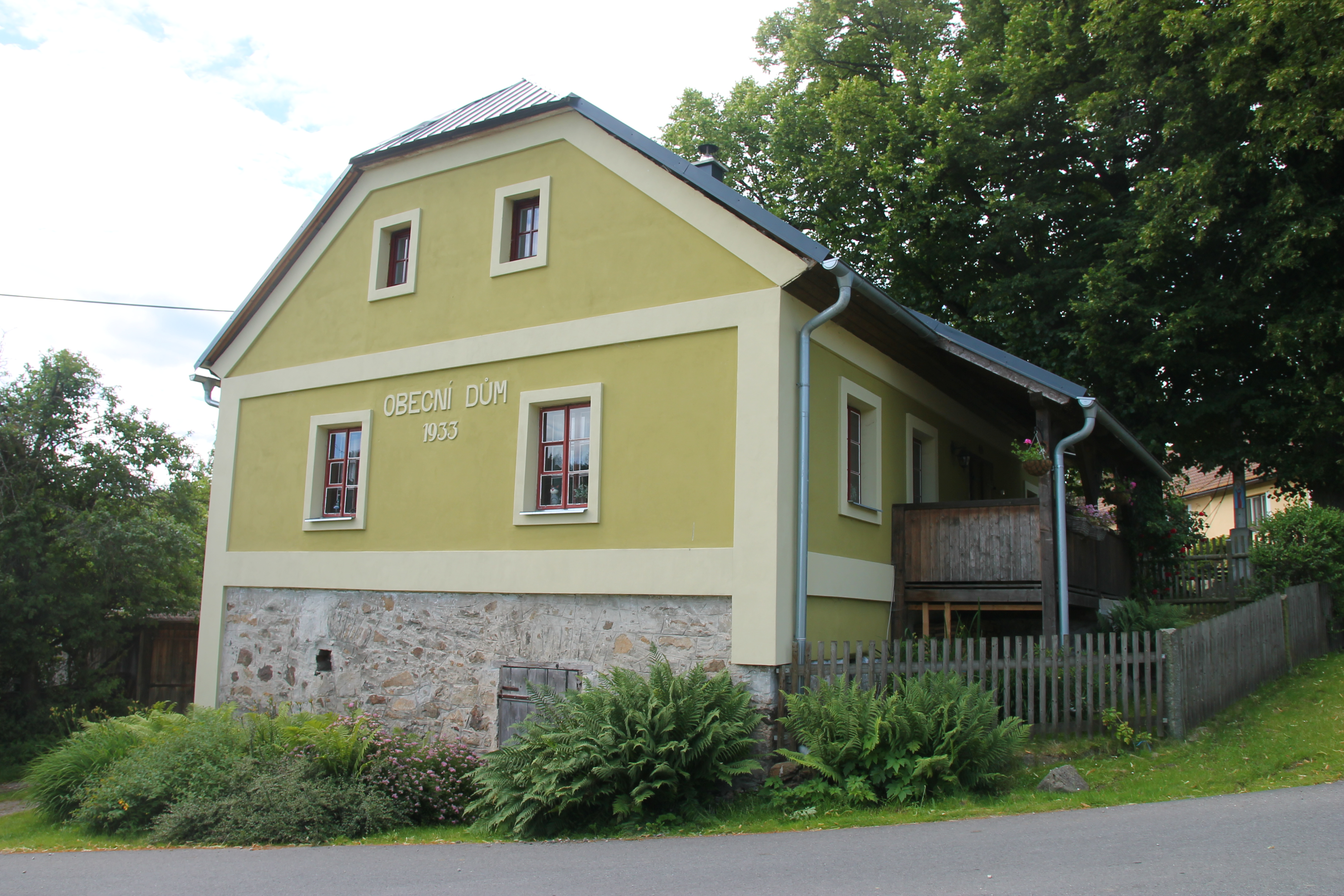
Obecní dům
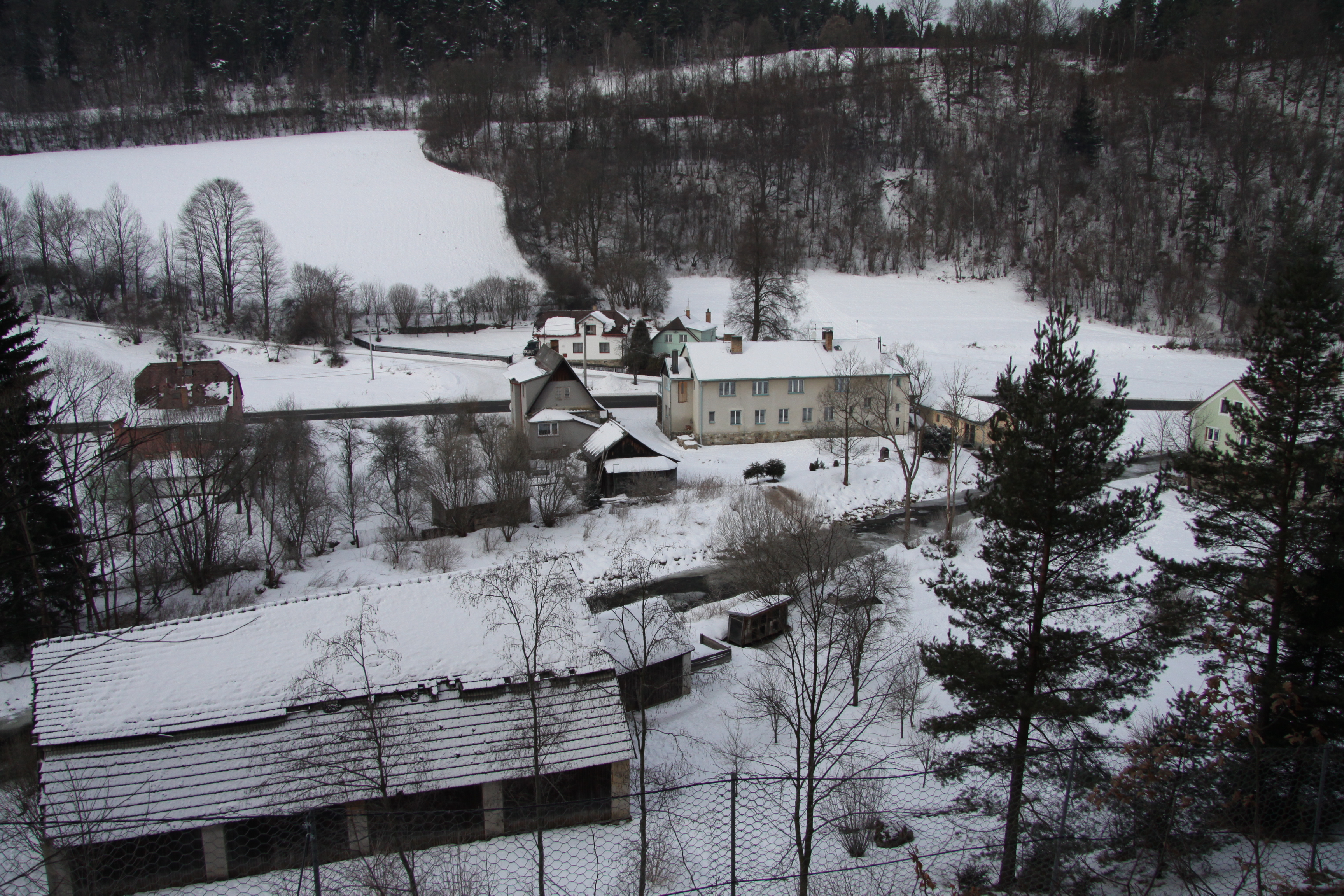
Pohled na část Sudslavic z přírodní rezervace Opolenec
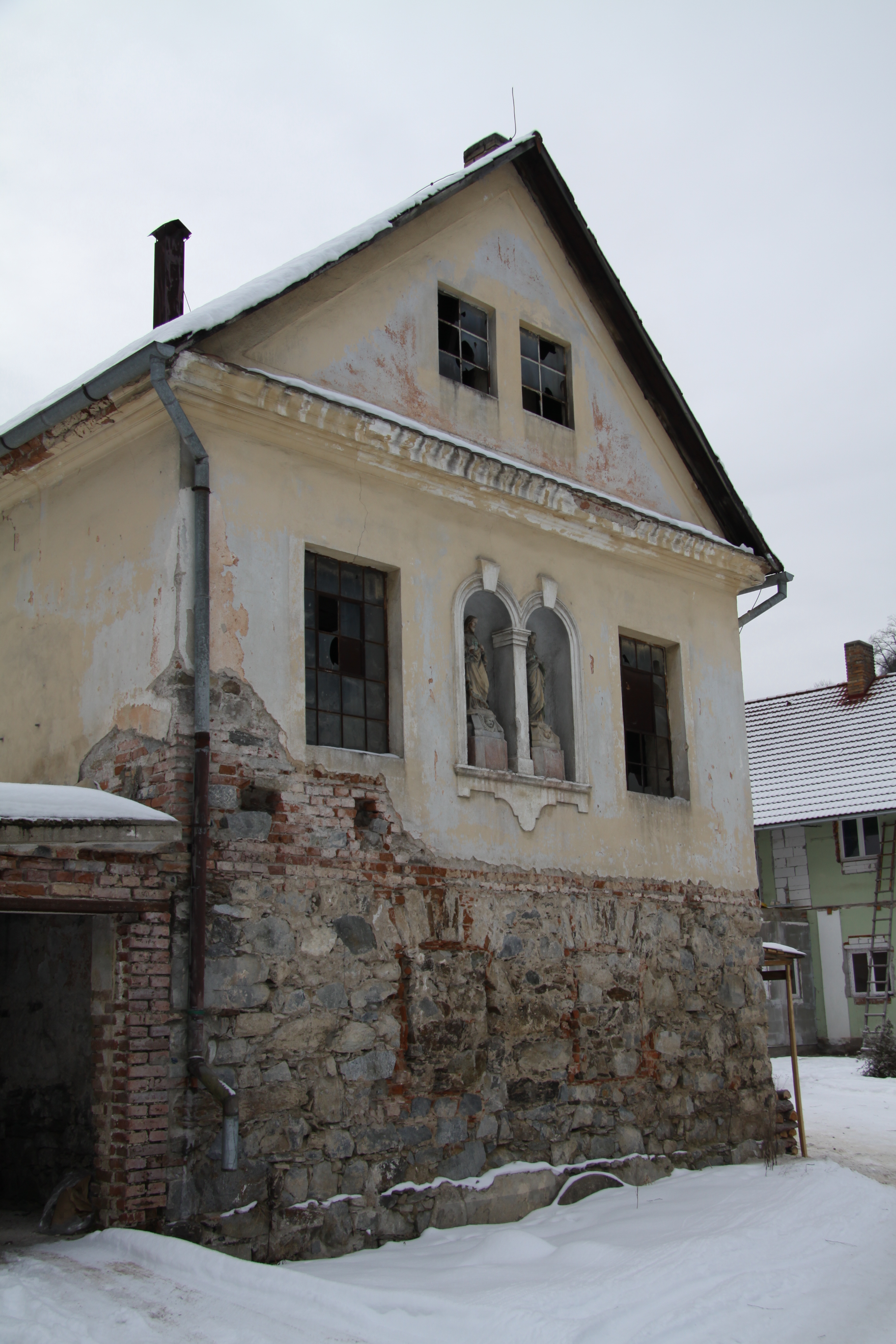
Chalupa v Sudslavicích
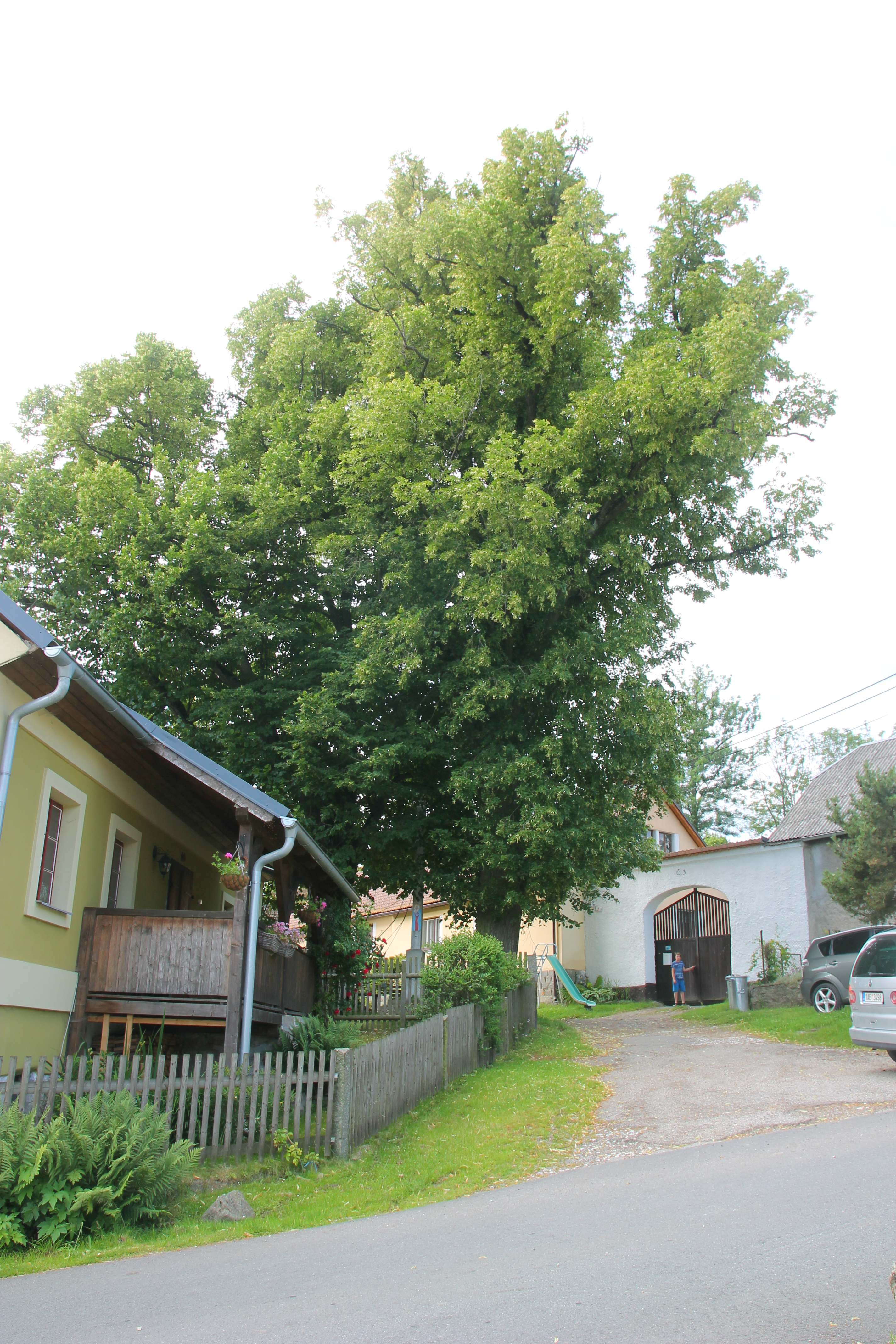
Lípa na návsi
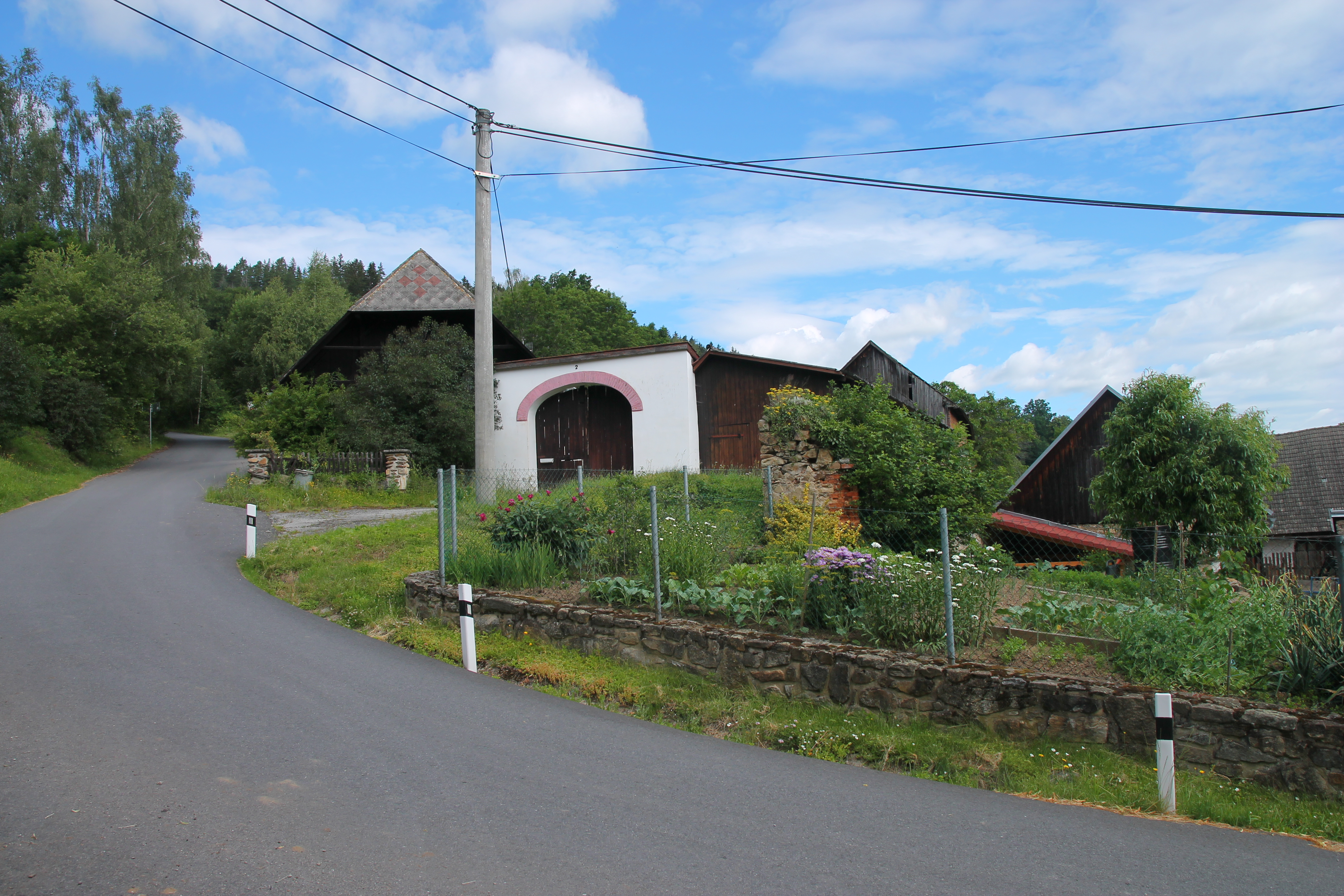
Chalupy u cesty do Výškovic
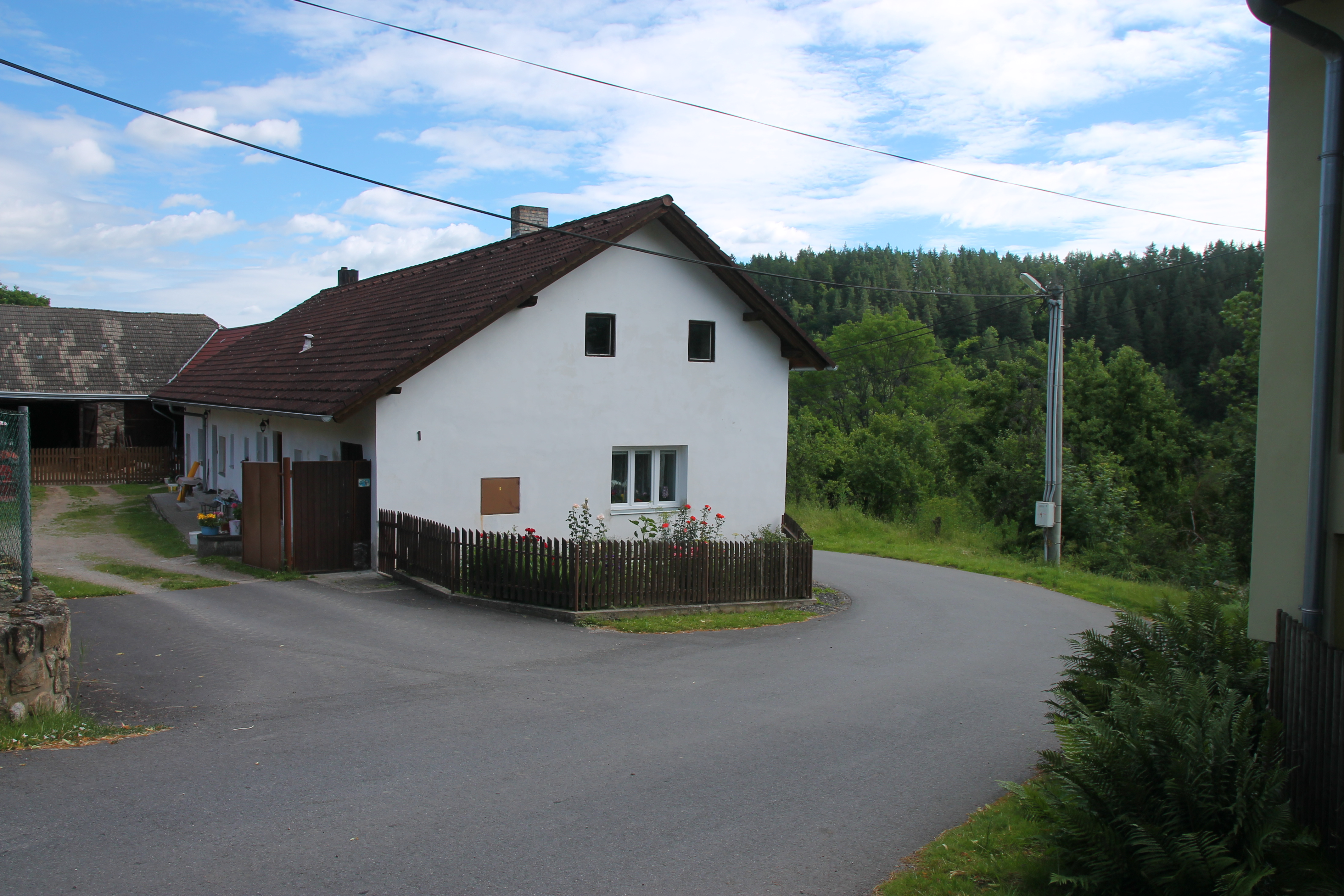
Chalupy u cesty do Výškovic
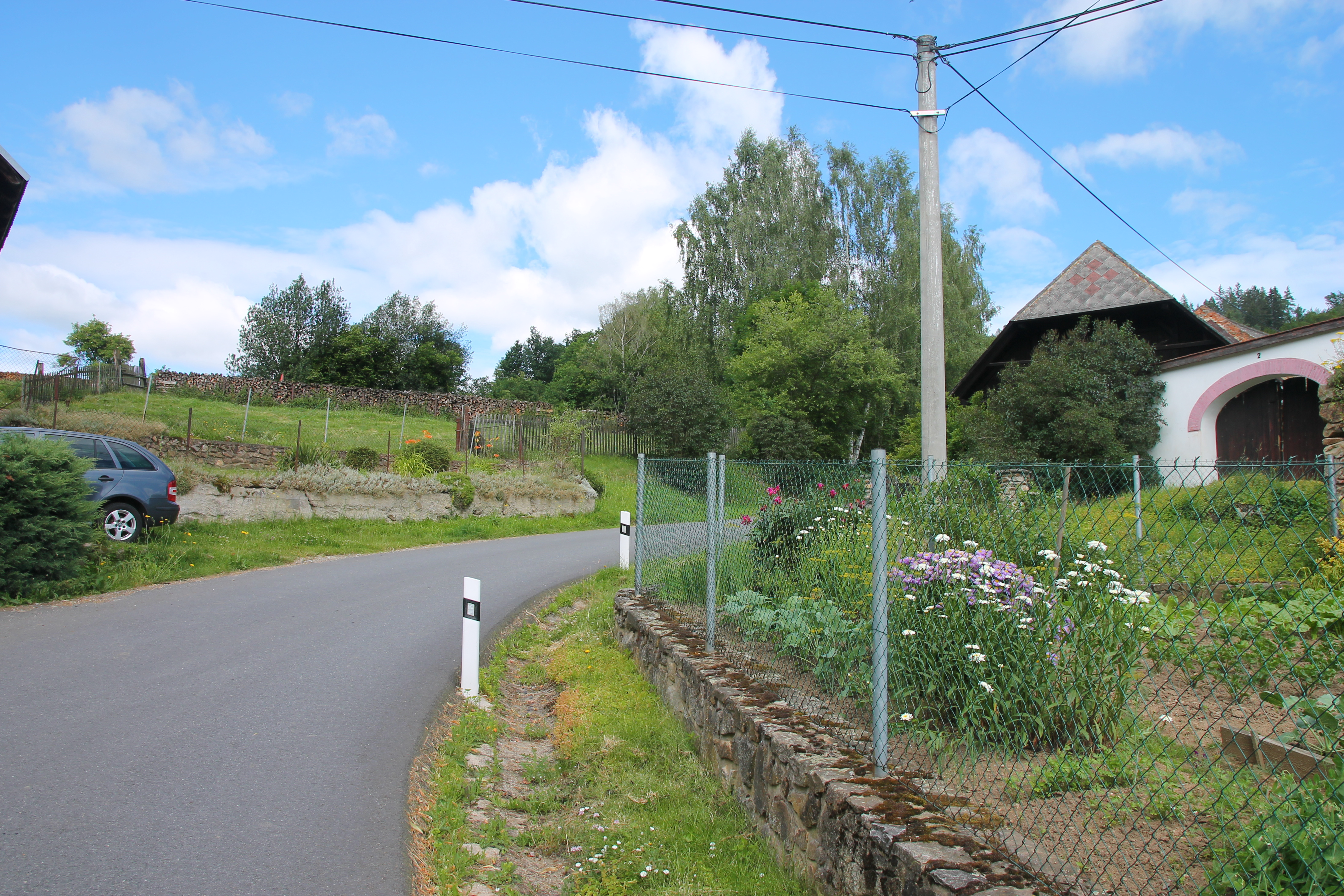
Chalupy u cesty do Výškovic
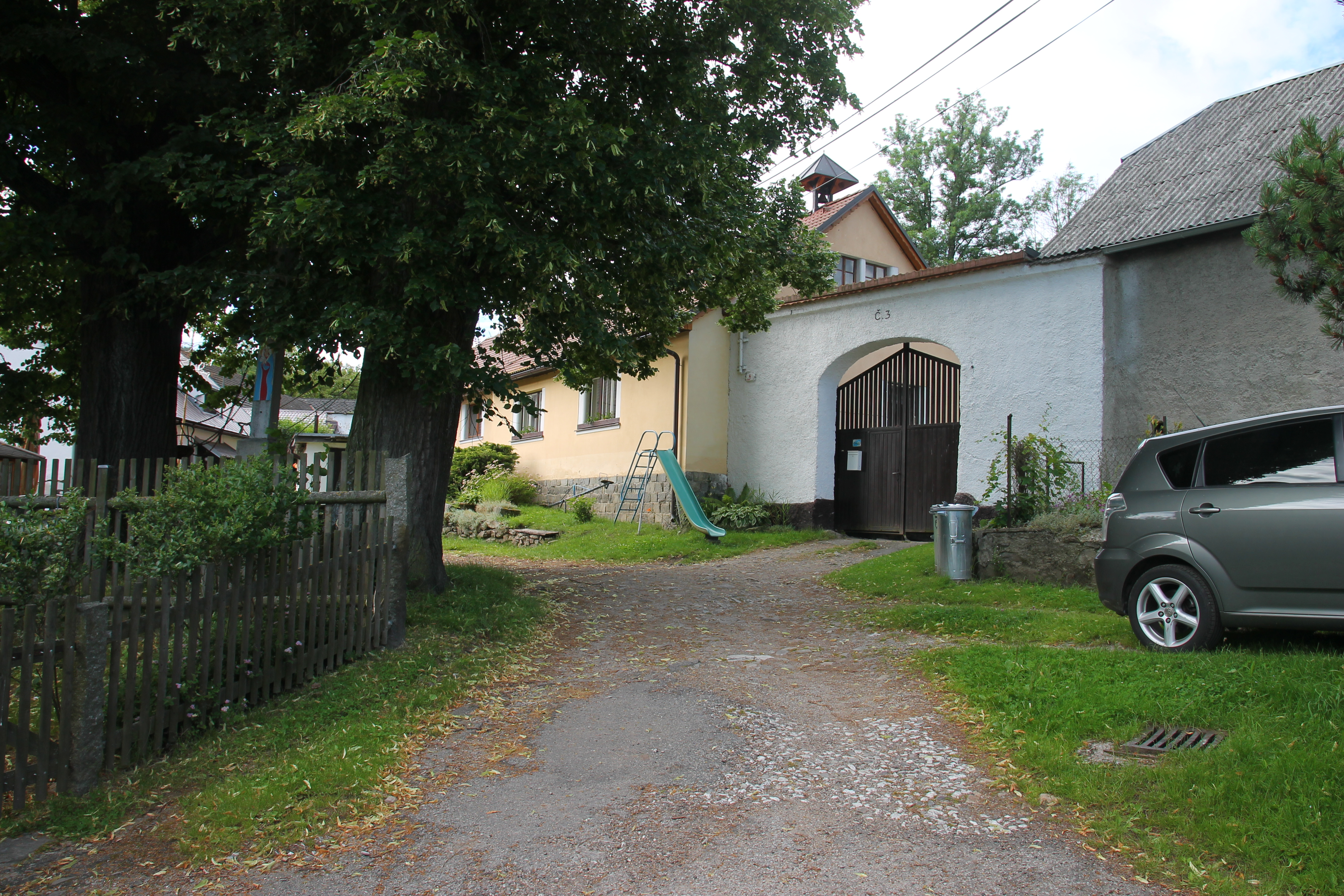
Chalupy u cesty do Výškovic
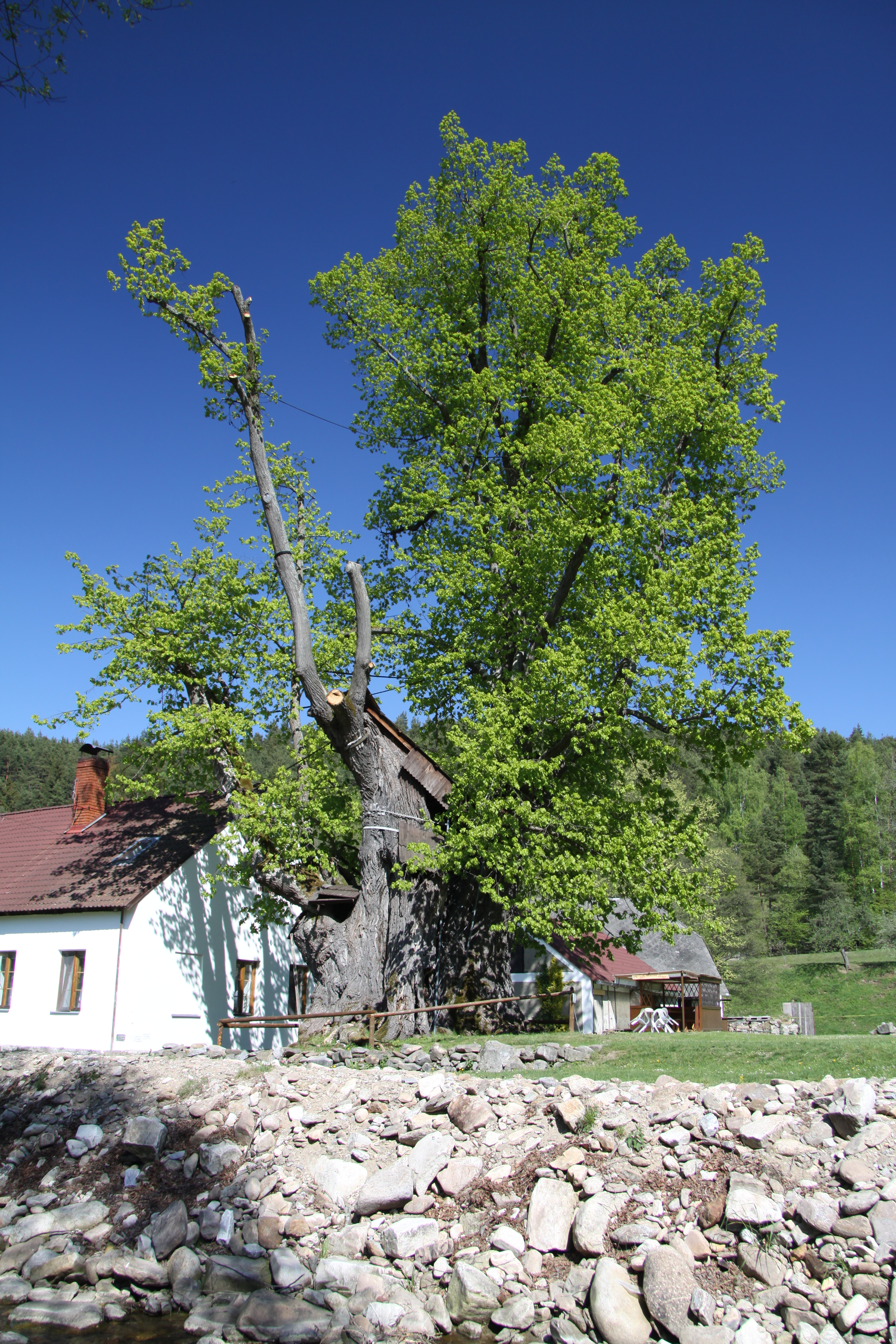
Sudslavická lípa
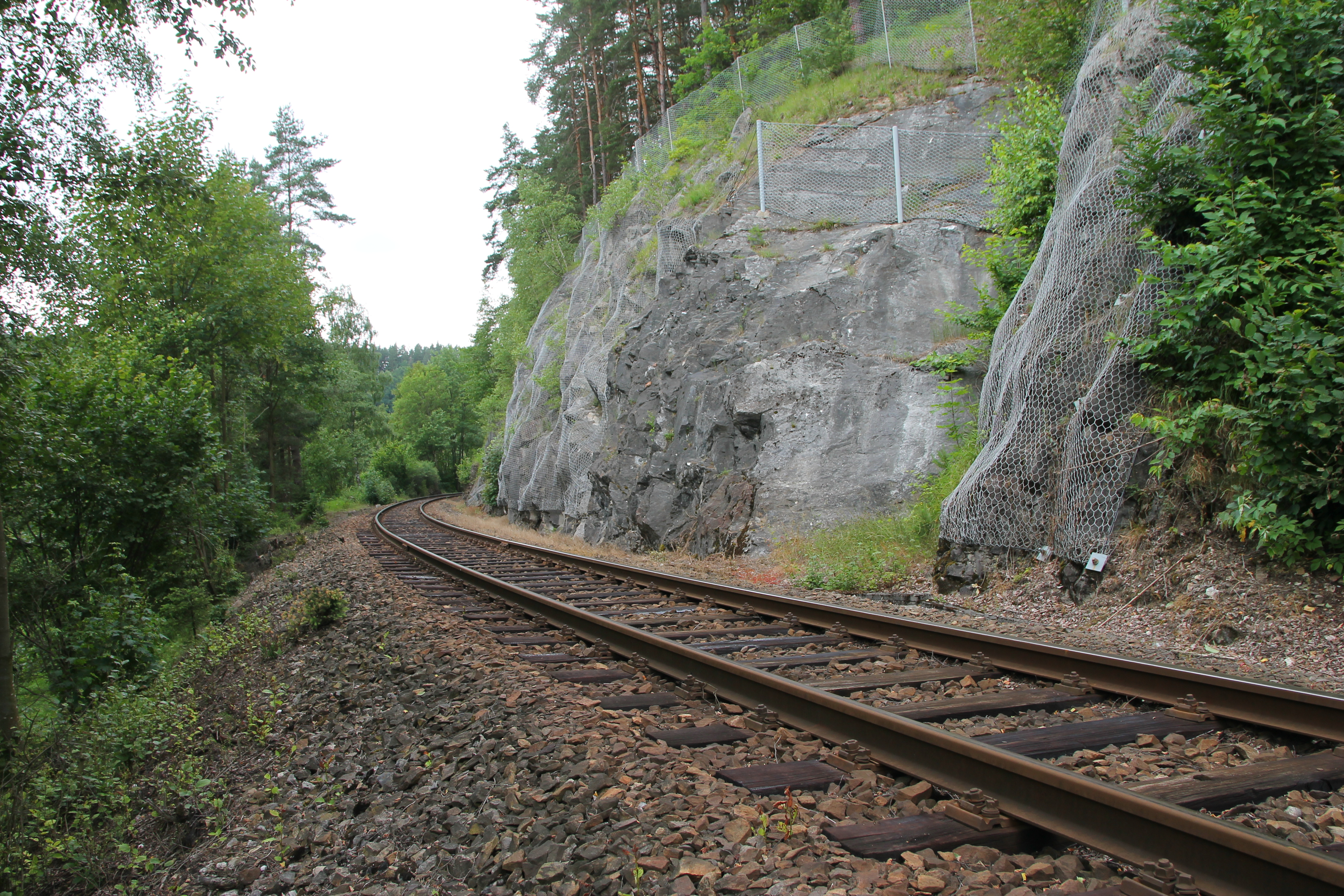
Železniční trať Strakonice–Vimperk–Volary v Sudslavicích
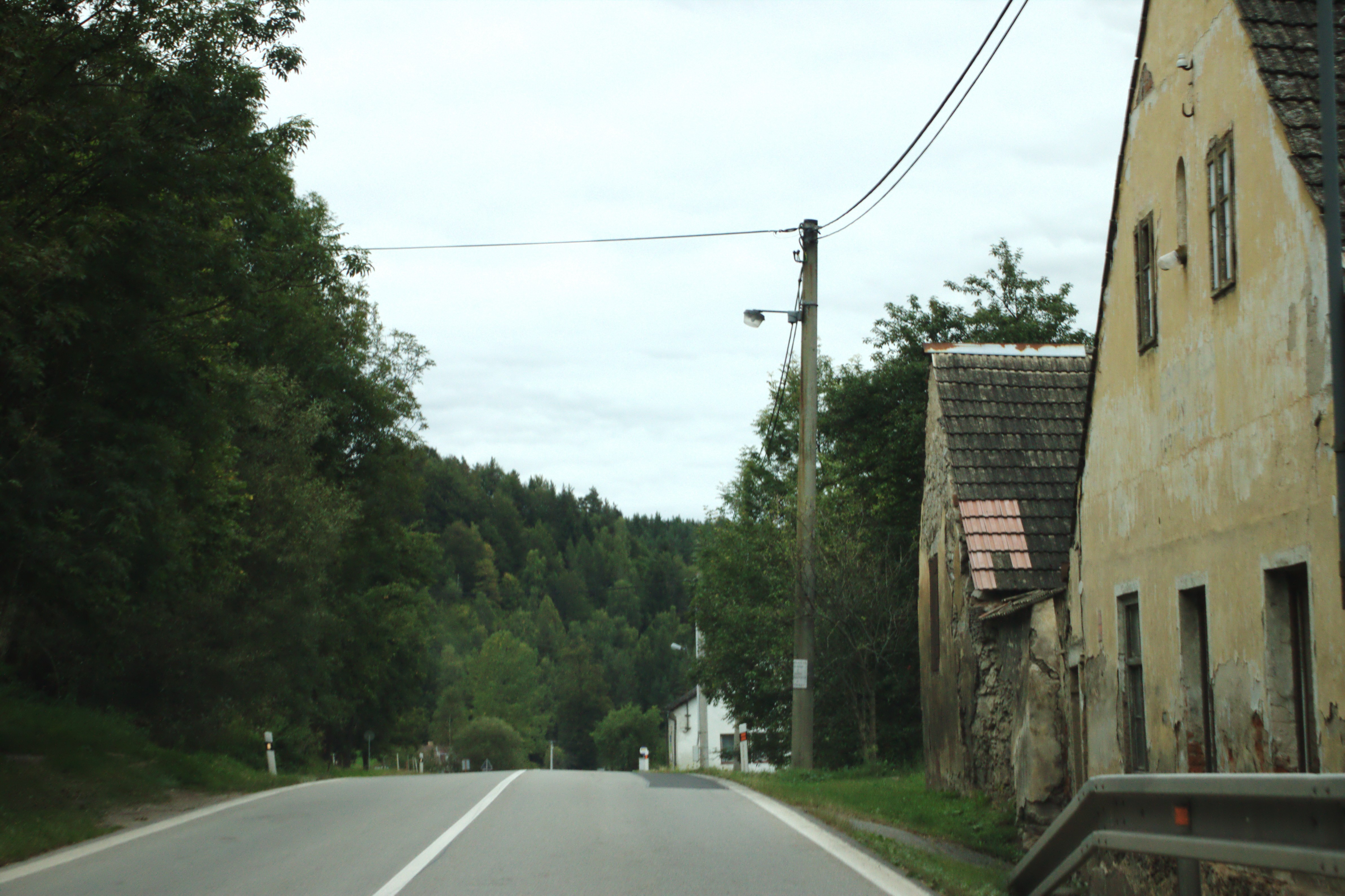
Silnice I/4 ve vesnici
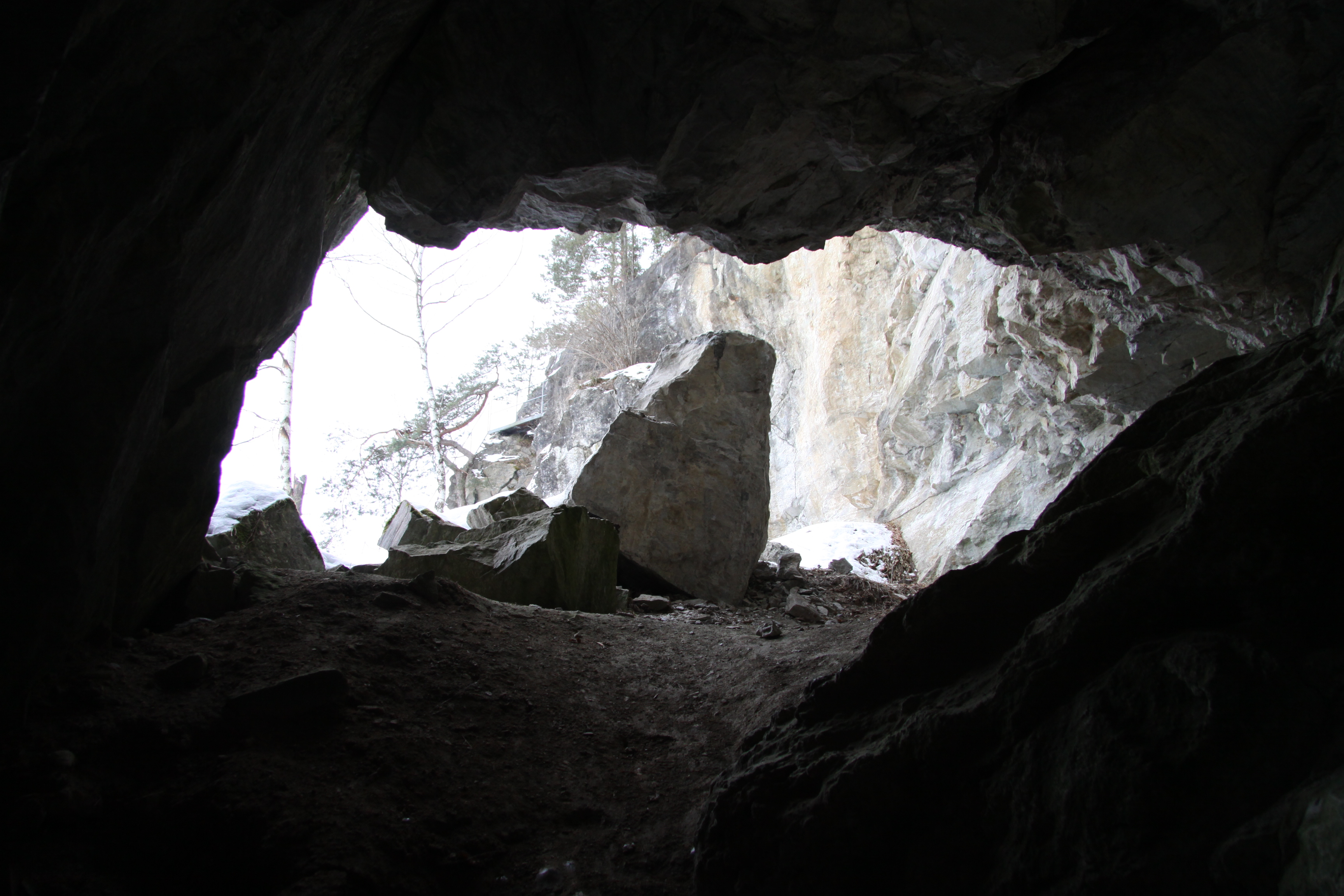
Sudslavická jeskyně
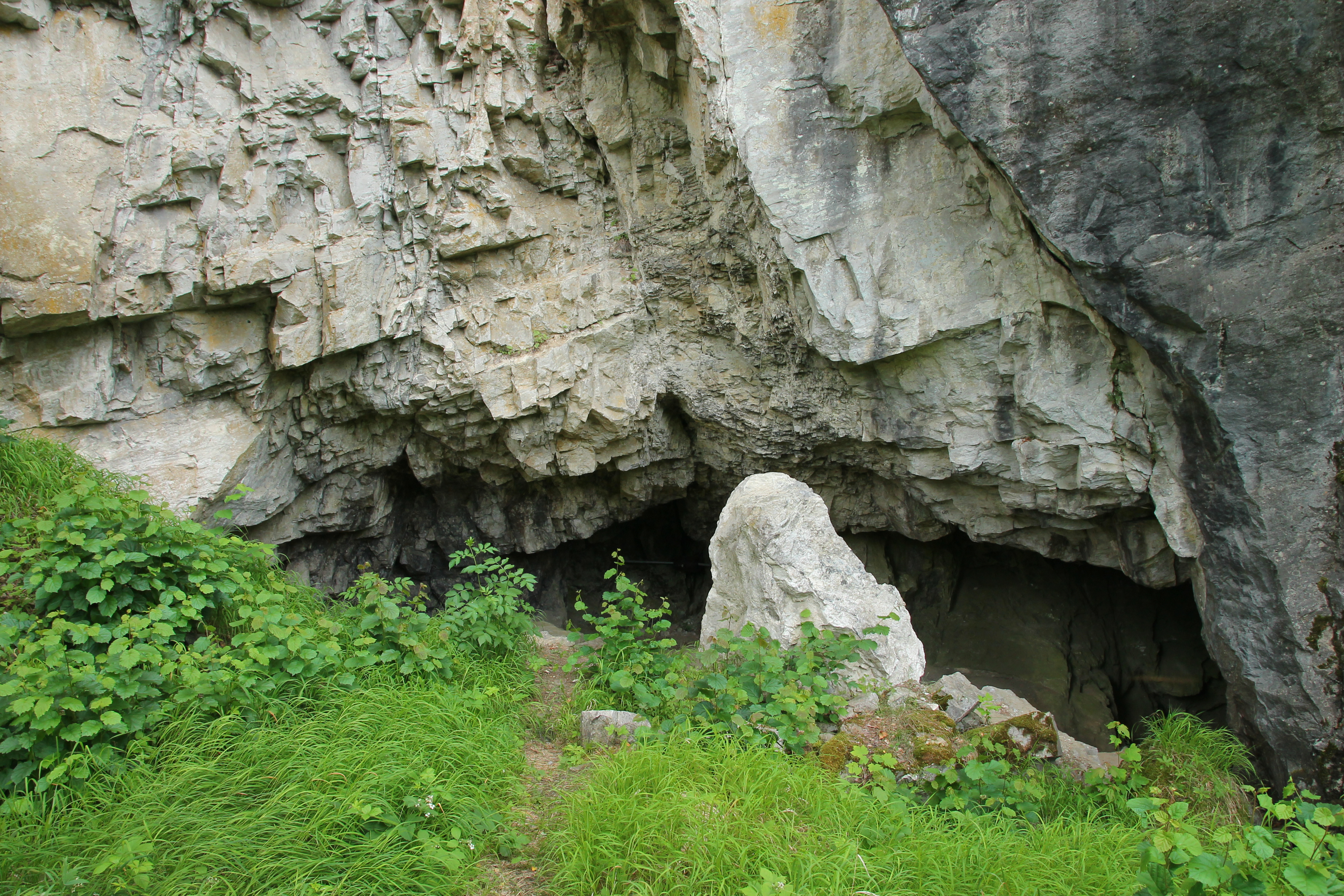
Sudslavická jeskyně
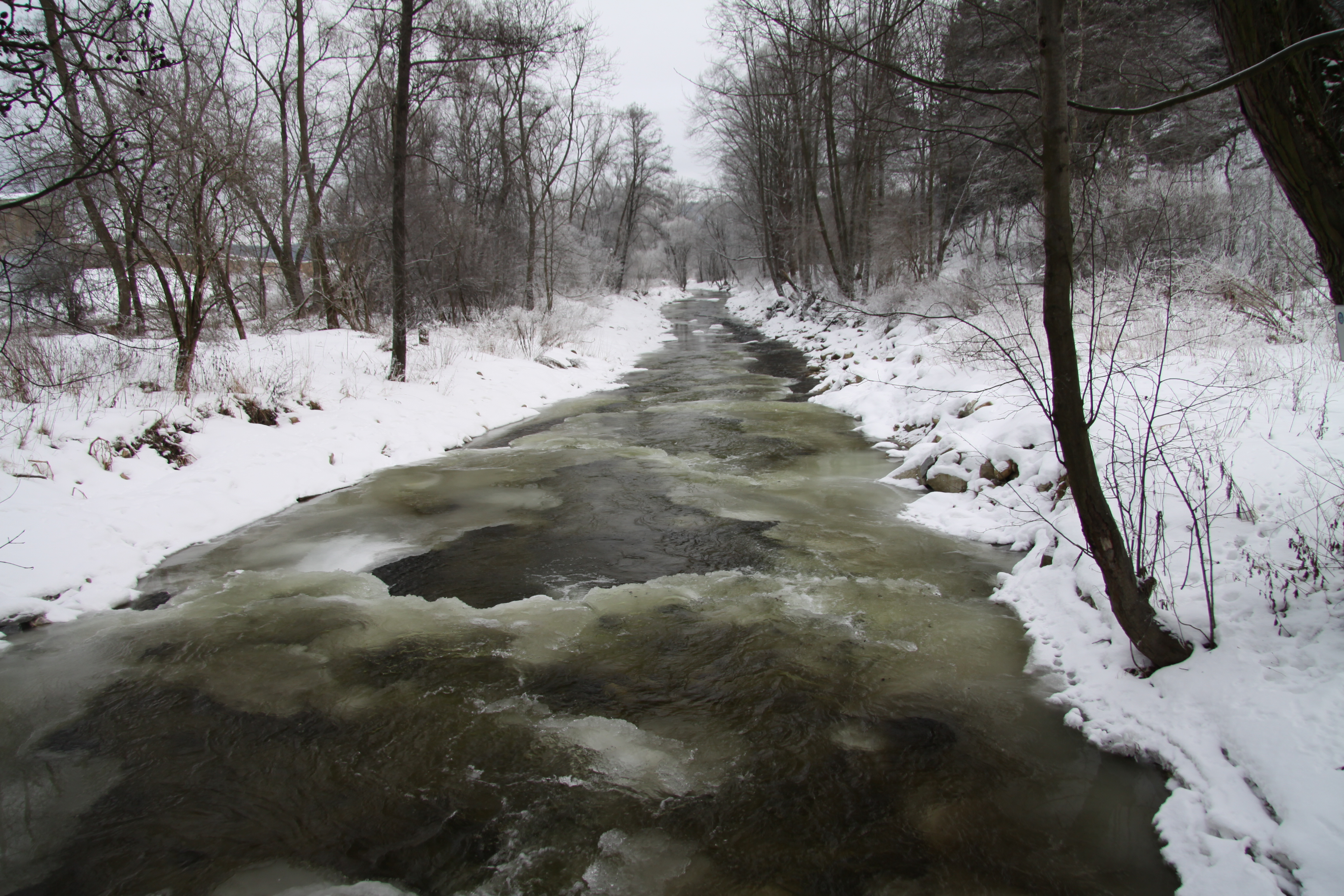
Volyňka v Sudslavicích